# Crocidura jouvenetae
Crocidura jouvenetae és una espècie de mamífer de la família de les musaranyes (Soricidae). Viu al sud de Guinea Equatorial, Libèria, Costa d'Ivori i Sierra Leone.